# Нана-Мару
Нана-Мару — транспортне судно, яке під час Другої світової війни брало участь у операціях японських збройних сил на Тихому океані. 
Судно спорудили в 1940 році на верфі Harima Zosensho у Айой для компанії Osaka Shosen. 
У вересні 1941-го «Нана-Мару» реквізували для потреб Імперського флоту Японії, при цьому до 12  жовтня воно пройшло певне переобладнання на верфі Osaka Iron Works. 
30 грудня 1941 – 5 січня 1942 судно прослідувало з Такао (наразі Гаосюн на Тайвані) до порту Давао на південному узбережжі філіппінського острова Мінданао (тут японський десант висадився ще в останній декаді грудня). 
6 січня 1942-го з Давао вийшли 5 транспортів, що мали на борту сили вторгнення на острів Борнео. Ввечері 10 січня загін досяг району острова Таракан (важливий центр нафтовидобувної промисловості), а невдовзі після опівночі 11 січня почалась висадка. Окрім транспортів з військами до Таракану прослідувало й «Нана-Мару», яке забезпечувало сили вторгнення припасами. 
21 січня 1942-го «Нана-Мару» та ще 14 транспортів рушили для висадки десанту в розташованому південніше іншому центрі нафтовидобувної промисловості — Балікпапані. Під вечір 23 січня конвой був атакований 13 нідерландськими літаками, яким вдалось поцілити «Нана-Мару» бомбою в один із трюмів. На судні виникла пожежа, яка за кілька хвилин викликала вибух авіаційного бензину, що знаходився у сусідньому трюмі. Невдовзі віддали наказ про полишення судна, яке ще за 3,5 години затонуло після потужного вибуху.